# Jesús Iglesias Fernández
Jesús Enrique Iglesias Fernández (Gijón, 1959) es un político español, senador desde el año 2012.

## Biografía
Licenciado en derecho por la Universidad de Oviedo. En 1975 ingresa en la Unión de Juventudes Comunistas de España, incorporándose, en 1982, al Partido Comunista de España.
Es coordinador de Izquierda Unida de Asturias desde 2000, portavoz del Grupo Parlamentario de IU-BA-LV en el parlamento asturiano. Es responsable del Grupo Parlamentario en las Comisiones de Economía y Asuntos Europeos; e Industria y Empleo.
Participó en los movimientos sociales que finalmente dieron lugar a la creación de Izquierda Unida, siendo ya cabeza de lista en las elecciones municipales de 1991 por Gijón, siendo desde entonces portavoz del grupo en el Ayuntamiento hasta el 2000 y desempeñando un puesto en el Consejo de Administración de Caja Asturias en representación del Ayuntamiento de Gijón.
Desde 1998 desarrolla su labor como responsable de Política Municipal de Izquierda Unida en Asturias. En el 2000 es nombrado Coordinador General de Izquierda Unida de Asturias, logrando firmar un pacto de gobierno con el PSOE y Bloque por Asturies por el cual IU pasa a formar parte del Gobierno del Principado de Asturias.
En el año 2012, renunció a presentarse a la reelección como coordinador. Así mismo, fue designado como senador por la Junta General del Principado de Asturias, con los votos de su grupo y del socialista. Este apoyo fue fruto del acuerdo de investidura para elegir a Javier Fernández Fernández como presidente del Principado.
Renunció al escaño de diputado en la Junta General del Principado de Asturias el 5 de julio de 2012.
Tras terminar la legislatura como senador por Asturias, retornó a su profesión como abogado.

## Cargos desempeñados
- Coordinador de IU de Asturias (2000-2012).
- Diputado en la Junta general del Principado de Asturias (2007-2012).
- Portavoz del Grupo de IU en la Junta General del Principado de Asturias (2007-2012).
- Senador designado por la Junta General del Principado de Asturias (Desde 2012).